# Murad Buildings

Murad Buildings (uzb:Murod Buildings), es una empresa de desarrollo multinacional uzbeka ubicada en Uzbekistán. Murad Buildings es uno de los desarrolladores inmobiliarios más grandes de Uzbekistán, conocido por NEST ONE, el edificio más alto de Uzbekistán y otros proyectos importantes. En julio de 2021, Nuz Asia Awards Murad Buildings ganó las nominaciones "Mejor proveedor local del año" y "Mejor empresa constructora del año" en 2021 y recibió el premio estatal más alto "Orden de la amistad" este año.

## Historia
Fundada en 2002, Murad Buildings comenzó como una empresa de construcción de alta tecnología.
En 2003, el fundador de Murad Buildings, Murad Nazarov, se dedicó a la construcción de edificios privados de poca altura, y en 2008, el primer paso en la expansión y crecimiento de Murad Buildings fue la construcción de edificios de gran altura. En el mismo año, Murad Buildings construyó uno de los edificios Millennium. Millennium Housing desempeñó un papel importante en la expansión de la empresa y se convirtió en uno de los mejores empresarios de Uzbekistán.
У En 2009, la constructora Murad Buildings, además de viviendas, construirá un centro de negocios llamado "Avalon". El proyecto Avalon jugó un papel importante al mostrar el trabajo de la empresa en una dirección diferente.
En 2018, Murad Buildings firmó un contrato con la empresa turca Özgüven. El proyecto Nest One resultará en $200 millones en contratos de construcción. El primer proyecto de la compañía es la construcción de un complejo residencial de 51 pisos y 266,5 metros (874,34383 pies) de altura conocido como Nest One en Tashkent.

## Revisión
Murad Buildings es una empresa de desarrollo muy conocida en Asia, con sede en Tashkent, Uzbekistán, y es una de las empresas líderes en su sector. Murad Buildings se fundó en 2002 en Tashkent con proyectos de gran altura, hoteles e interiores, bloques de oficinas, proyectos comerciales, grandes estructuras, infraestructura y complejos residenciales en diversos sectores de la construcción.

## Premios

### Premios de la empresa
- Empresa Murad Buildings "El mejor empleador - 2020"[7][8]

- El proyecto Nest One de Murad Buildings fue reconocido como el mejor del año y premiado por el Gobierno de Uzbekistán (2022)[9]

### Premios a proyectos
- Amir Temur — Mejor complejo conmemorativo, Premio Uzbeko (2016)

- Felicita Tashkent – seis premios de diseño de clase mundial (2018)

- Amigos - Premios al mejor desarrollo de lujo de Uzbekistán (2018)